# 坎皮奥内赌场

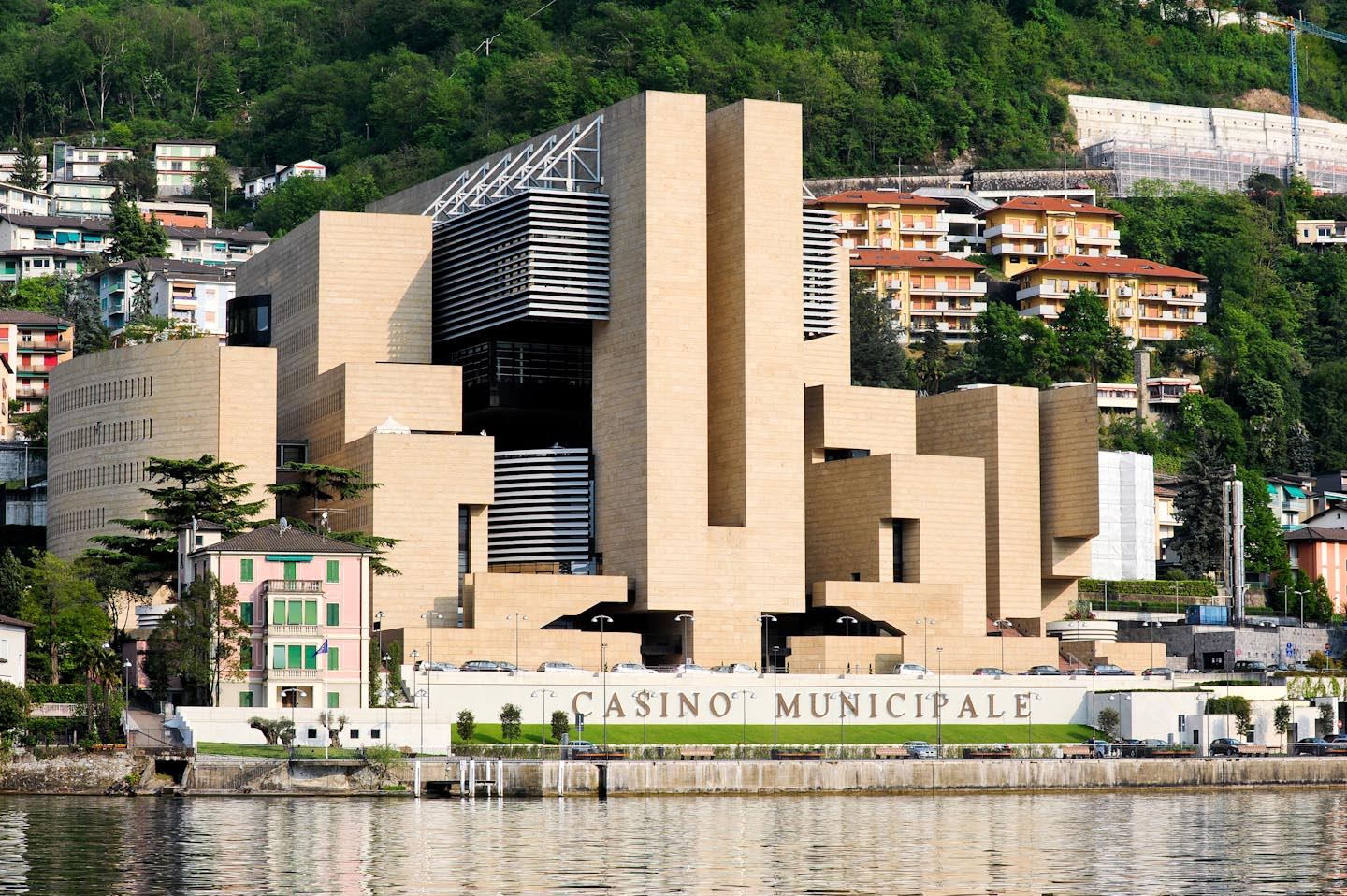

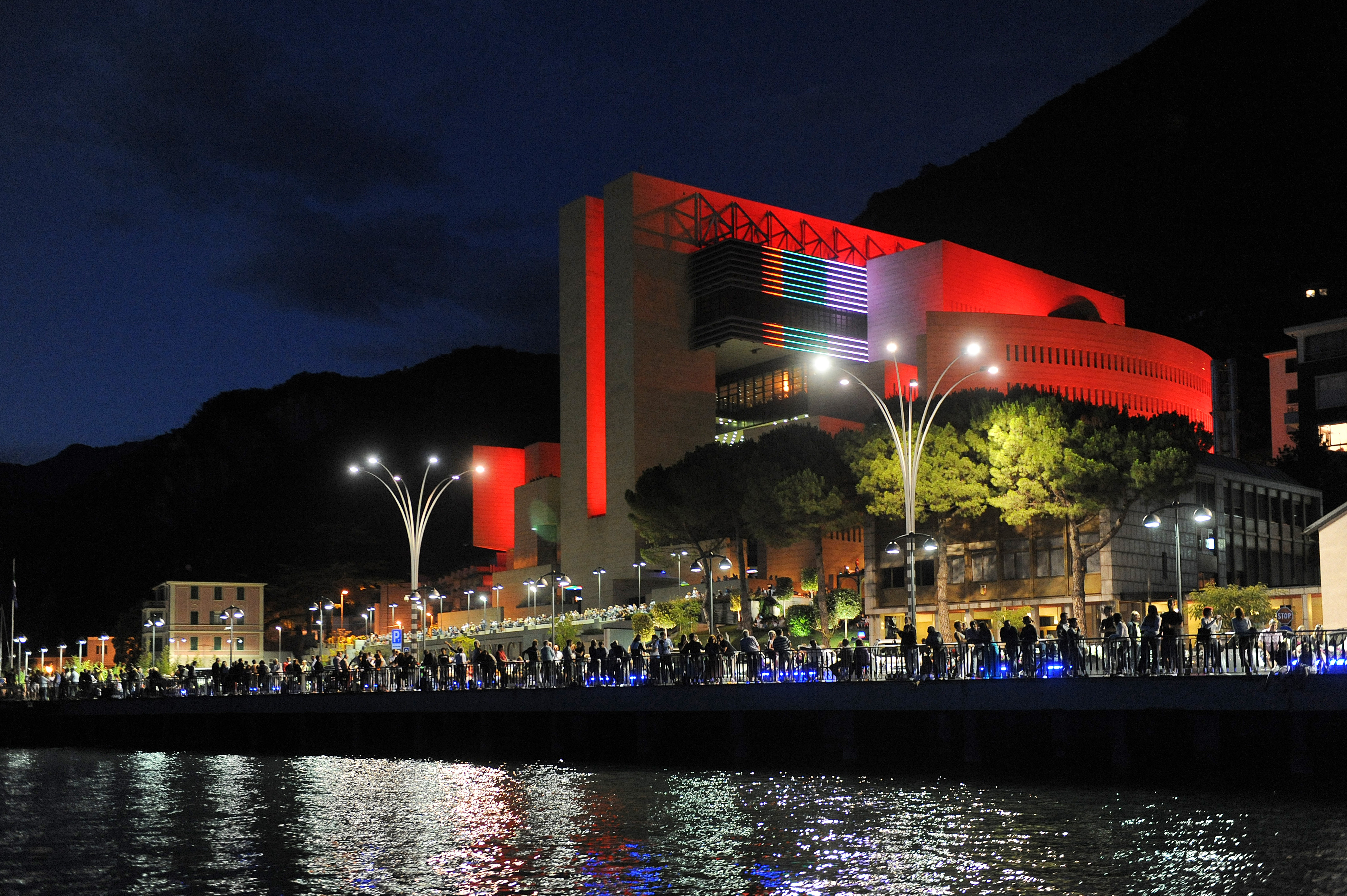

坎皮奥内赌场（Casinò di Campione）是意大利最古老的赌场之一，是欧洲最大的赌场，也是坎皮奥内最大的雇主。该城是意大利在瑞士提契諾州境内的飞地，位于卢加诺湖畔。赌场成立于1917年，第一次世界大战期间，各国外交官在此收集信息。赌场为意大利政府所有，由市政当局运营。赌场的收入足以维持坎皮奥内市的运营，因而无需征税。
2018年7月27日，赌场宣布破产，截至2019年1月而关闭。 2021年6月宣布赌场将重新开放。2022年1月26日，赌场重新开放。